# Vampire (jeu vidéo)
Vous lisez un « bon article » labellisé en 2008.
Pour les articles homonymes, voir Vampire (homonymie).
Ne doit pas être confondu avec Vampyr (jeu vidéo).
Vampire est un jeu d'action-aventure développé et édité par Infogrames en 1986 sur Thomson MO5, TO7 et TO9. Le jeu est l'œuvre de trois développeurs français. Inspiré de l'univers de Dracula, le jeu raconte l'histoire d'un inconnu chargé de délivrer une femme d'un château hanté.
Vampire est bien accueilli par la critique, car jugé de qualité malgré ses quelques défauts, comme sa bande-son.

## Trame
Le protagoniste tombe en panne au volant de sa Citroën 2 CV, à minuit et demie, aux portes du parc d'un château. Un cri strident retentit : emprisonnée dans la lugubre demeure, une demoiselle en détresse est en proie aux vampires. Le héros se charge de la délivrer.
Il s'engouffre dans les jardins du château, puis pénètre à l'intérieur de la demeure. Il traverse les nombreuses salles en trouvant objets et monstres sur son chemin tels que des sorcières ou des dragons. Le héros parvient jusque dans la salle où est retenue prisonnière la jeune femme, mais celle-ci est sous l'emprise du sort d'une sorcière, ce qui la rend particulièrement agressive. Il bat en retraite et rejoint les catacombes où le maître de la demeure, un vampire, dort dans sa tombe. Le héros l'assassine, puis retourne sauver la prisonnière, désormais désensorcelée.
L'aventure se termine sur le toit du château, au clair de lune, lorsque le héros offre une rose à sa promise…

## Système de jeu

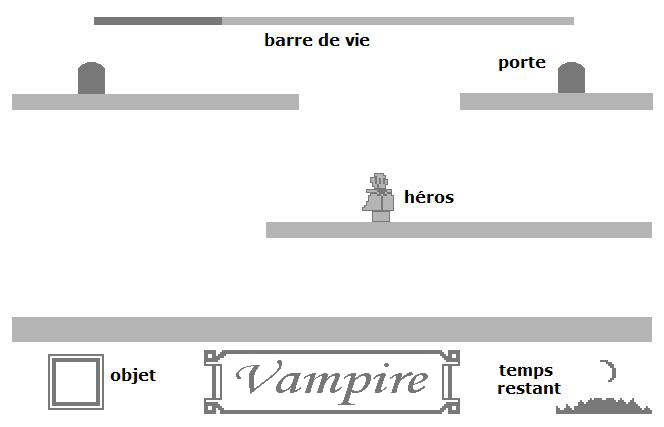
Reproduction de l'interface du jeu.

Vampire est un jeu d'action-aventure en vue de profil qui mêle action, exploration et gestion d'objets, dans la lignée de Sorcery de Virgin Games sorti en 1984. Le jeu se compose d'une centaine de tableaux illustrant les différents endroits du château tels que le cimetière, la crypte, le jardin et les intérieurs. Pour progresser, le joueur doit utiliser les objets trouvés en chemin pour déverrouiller les accès et se débarrasser des créatures menaçantes qui errent dans ces lieux.
Le joueur déplace le personnage avec le joystick ou les touches du clavier. Le héros a la faculté de voler, ce qui est utile pour rejoindre les plates-formes supérieures et éviter les créatures. Il est soumis à la pesanteur et tombe lorsqu'il reste immobile dans les airs. Le bouton Action permet de ramasser et d'utiliser les objets. Seul un objet à la fois peut être porté (il est symbolisé au bas de la fenêtre de jeu) et le personnage ne peut s'en séparer qu'en l'échangeant contre un autre. Pour passer d'un tableau à un autre, le héros doit simplement se rapprocher d'une porte. Les environnements sont assez labyrinthiques : certains tableaux ont plusieurs issues, constituant parfois des raccourcis ou menant dans des culs-de-sac. La mémoire du joueur est donc mise à contribution et il peut être utile de se confectionner une carte des lieux pour mieux se repérer.
Chaque objet a une fonction bien précise, de sorte que le joueur doit trouver par essai-erreur quel objet est nécessaire pour tuer tel monstre ou ouvrir telle porte. Certains objets peuvent être utilisés à plusieurs reprises, mais à différents moments du jeu ; le joueur doit donc déposer son objet sur le sol au profit d'un autre, puis plus tard revenir le chercher. Parmi les objets se trouvent des armes tels qu'un revolver, une épée, une flèche ou de l'ail, et des objets-clés divers tels qu'une bourse, un grimoire, un chapelet ou des clés. Les combats se résument à utiliser le bon objet sur le bon monstre en se plaçant devant et en appuyant sur le bouton « Action ». Le bestiaire est constitué de quelques créatures en rapport avec le thème du jeu, tels que des fantômes, des dragons, des sorcières et des vampires. D'autres dangers menacent le personnage comme des bassins dans lesquels il peut se noyer.
Pour corser le jeu, les développeurs ont ajouté deux difficultés. La première est une simple barre de vie rouge et blanche, qui augmente ou diminue en fonction des actions du joueur. Lorsque le marqueur arrive dans le rouge, la situation devient critique. La seconde difficulté est un temps limite pour terminer le jeu, ce qui implique d'optimiser les déplacements pour perdre le moins de temps possible. Le compte à rebours est symbolisé par la course de la lune et du soleil dans un encart au bas de l'écran : lorsque le soleil dépasse les montagnes, la partie se termine.

## Développement
Vampire est l'œuvre de trois jeunes français de chez Infogrames : Philippe Nottoli, qui s'occupe du scénario, Alain Vialon, qui se charge de la programmation, et Dominique Girou qui gère les graphismes. À l'époque, le développement de jeu vidéo en est à ses prémisses en France. Les conditions de travail sont désastreuses, mais les concepteurs ont carte blanche pour réaliser le jeu, du scénario au graphisme. Le développement des jeux prenait entre trois et six mois et était particulièrement pénible. Le jeu est programmé en assembleur, sur des machines Thomson, qui sont beaucoup moins puissantes que les machines concurrentes (Commodore, Amstrad, Oric, Lynx et Archimedes. Les graphismes sont limités à une palette de 8 couleurs.

## Commercialisation
Le jeu est uniquement commercialisé sur Thomson TO7, MO5, TO7/70 et TO9. Les ordinateurs du constructeur français sont surtout répandus en France, avec une production et une visibilité dopée par le plan informatique pour tous (IPT) mis en place en 1985 par le Ministère de l'Éducation nationale. Début 1986, le parc global de machines est estimé à environ 430 000 unités (dont 100 000 pour l'IPT et 40 000 pour l'étranger),, ce qui limite les perspectives des ventes à quelques milliers d'exemplaires. Le jeu a été commercialisé à la rentrée 1986 au prix moyen du marché, soit environ 170 francs français pour la version cassette.

## Accueil
| Tilt                                        | Jeux et Stratégie                         |
| ------------------------------------------- | ----------------------------------------- |
| Intérêt · Graphisme · Animation · Bruitages | Accessibilité · Nous aimons · Originalité |

La sortie de Vampire connaît un bon accueil auprès des critiques de la presse vidéoludique francophone, qui se résume à l'époque à quelques magazines,.
Tilt situe le jeu entre deux genres, l'arcade et la stratégie. Le magazine apprécie ses graphismes « convenables » malgré une animation des personnages « (trop) simple », et juge les combats intéressants, et précise qu'ils nécessitent « une adresse et une rapidité exceptionnelle ». Tilt reproche son scénario trop classique, mais félicite sa durée de vie conséquente (ce qui est rare sur les micro-ordinateurs de Thomson à l'époque) due à une difficulté du jeu assez élevé. En effet, les assauts des monstres sont nombreux, l'acquisition d'objets précis oblige le joueur à revenir sur ses pas et à mémoriser de nombreux passages, et la gestion de la pesanteur et du temps limité ne facilitent pas la tâche du joueur. Tilt finit par le point noir du jeu, l'absence de bruitage, qui aurait amélioré l'immersion dans l'univers. Le magazine termine son test en concluant que Vampire est, malgré ses quelques défauts, « un logiciel qui passionnera tous les joysticks de Thomson ». Jeux et Stratégie teste le jeu sur MO5 et y voit des ressemblances avec le jeu Cauldron. Selon le magazine, si Vampire n'en atteint pas la qualité, il reste un « jeu très agréable » au gameplay « rapide ». Selon L'Ordinateur individuel, Vampire a le mérite d'être le seul dans son genre sur les plates-formes Thomson et d'être réussi, avec des animations rapides, des graphismes et des couleurs « excellents ». Le magazine regrette cependant l'absence de bruitages, à l'instar de Tilt. Hebdogiciel lui consacre quelques lignes dans son numéro d'août 1986. Pour le magazine, « les graphismes et la technique d'animation retenue par les programmeurs montent ce jeu au niveau des meilleurs softs jamais vus sur un Thomson. » Le journaliste conclut : « Vampire est un des meilleurs jeux qu'il m'ait été donné de voir sur cet ordinateur si souvent dénigré ». Selon Micro V.O, Infogrames a développé Vampire pour donner un équivalent à Sorcery, qui n'existait pas à cette époque (1986). Si les scénarios sont totalement différents, celui de Vampire n'a « rien à lui envier ». Pour le magazine, le jeu est une réussite, « comme on en voit trop peu souvent sur Thomson ».

### Citations du jeu et de son manuel
1. 1 2 3 4 5  Infogrames, Vampire : Manuel d'instruction, Infogrames, 1986, 5 p..
2. 1 2  Infogrames. Vampire (MOTO). Infogrames. 1986.

### Ressources secondaires
1. ↑  « Vampire », Club Micro Thomson : Le Journal, no 4,‎ juillet-août 1986, p. 4.
2. 1 2 3  « Drencula, le vampire », Hebdogiciel, nos 146-147-148-149,‎ 1er août 1986, p. 64.
3. ↑  « Vampire », Tilt, no 36,‎ novembre 1986, p. 140-142.
4. 1 2  Yoann Riou, « Témoignage de William Hennebois », sur Logicielsmoto.com, 29 septembre 2005.
5. ↑  Yoann Riou, « Témoignage de Didier et Olivier Guillion », sur Logicielsmoto.com, 21 juin 2005.
6. 1 2  « Mon nom est Thomson », Tilt, no 30,‎ avril 1986, p. 88-89.
7. ↑  « Le 16 bits de Thomson », Science et Vie Micro, no 28,‎ mai 1986, p. 21.
8. ↑  « Publicité Micromania », Tilt, no 35,‎ octobre 1986, p. 26.
9. 1 2  « Tubes : Vampire », Tilt, no 34,‎ septembre 1986, p. 53-54.
10. 1 2  « Jeux pour micros : Vampire », Jeux et Stratégie, no 40,‎ août-septembre 1986, p. 54.
11. ↑  « Repères : Technologie - Vampire », L'Ordinateur individuel, no 87,‎ décembre 1986, p. 116.
12. ↑  « Jeux : Vampire », Micro V.O, no 10,‎ septembre 1986, p. 72.